# بطاقة الزاوية
يُشير مصطلح "بطاقة الزاوية" إلى النص المكتوب، والذي يحمل أحيانًا صورة، في الزاوية العلوية اليسرى من ظرف بريدي مختوم، أو مظروف مُصمم للصق طوابع بريد عادية عليه. الغرض من هذهِ البطاقة هو تحديد عنوان المرسل لتسهيل إعادة البريد غير القابل للتسليم.

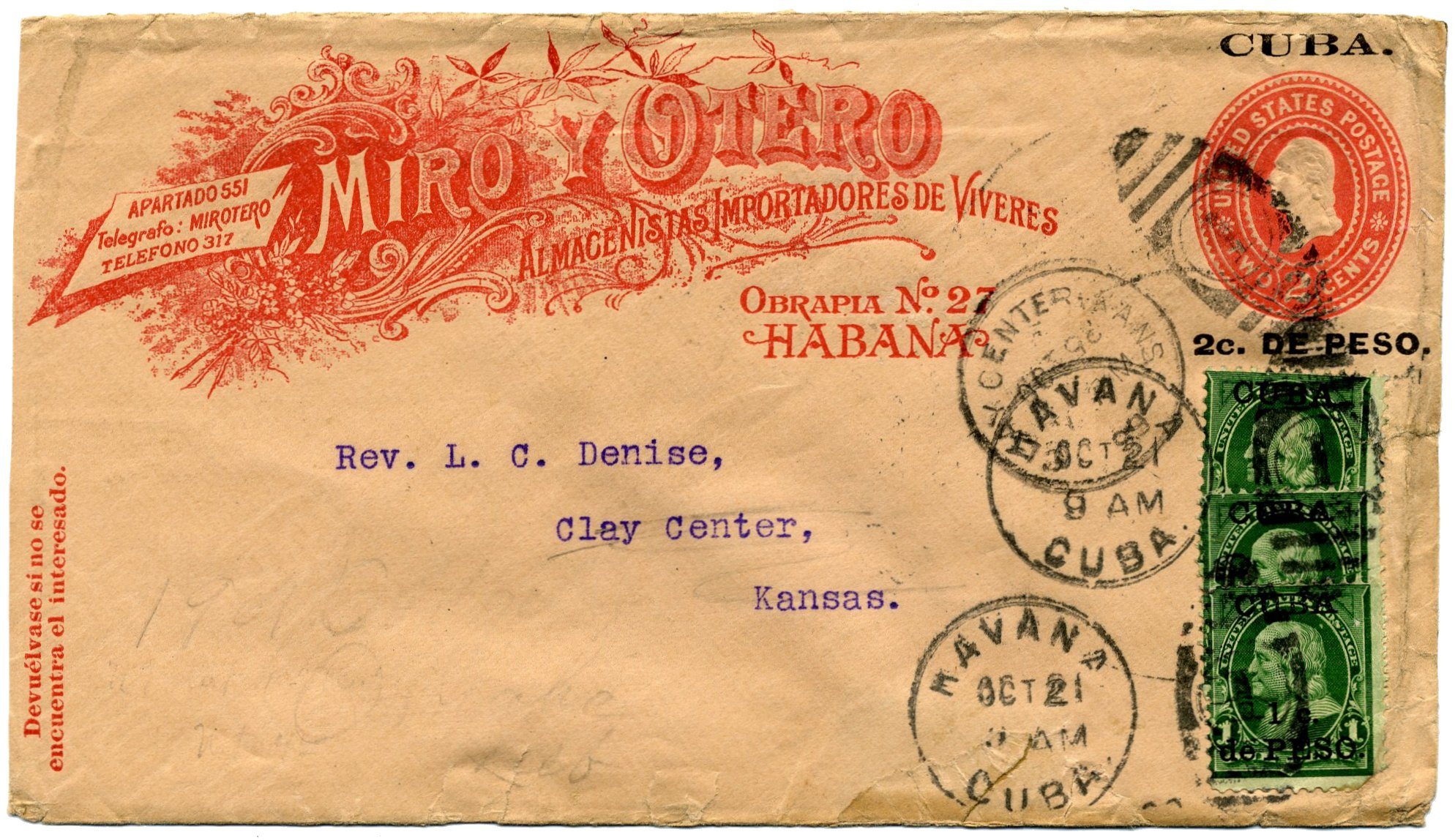
ظرف بريدي من عام 1899 من كوبا التي احتلتها الولايات المتحدة مع بطاقة زاوية مطبوع عليها صورة ميرو إي أوتيرو بناءً على طلب خاص

## التصنيف

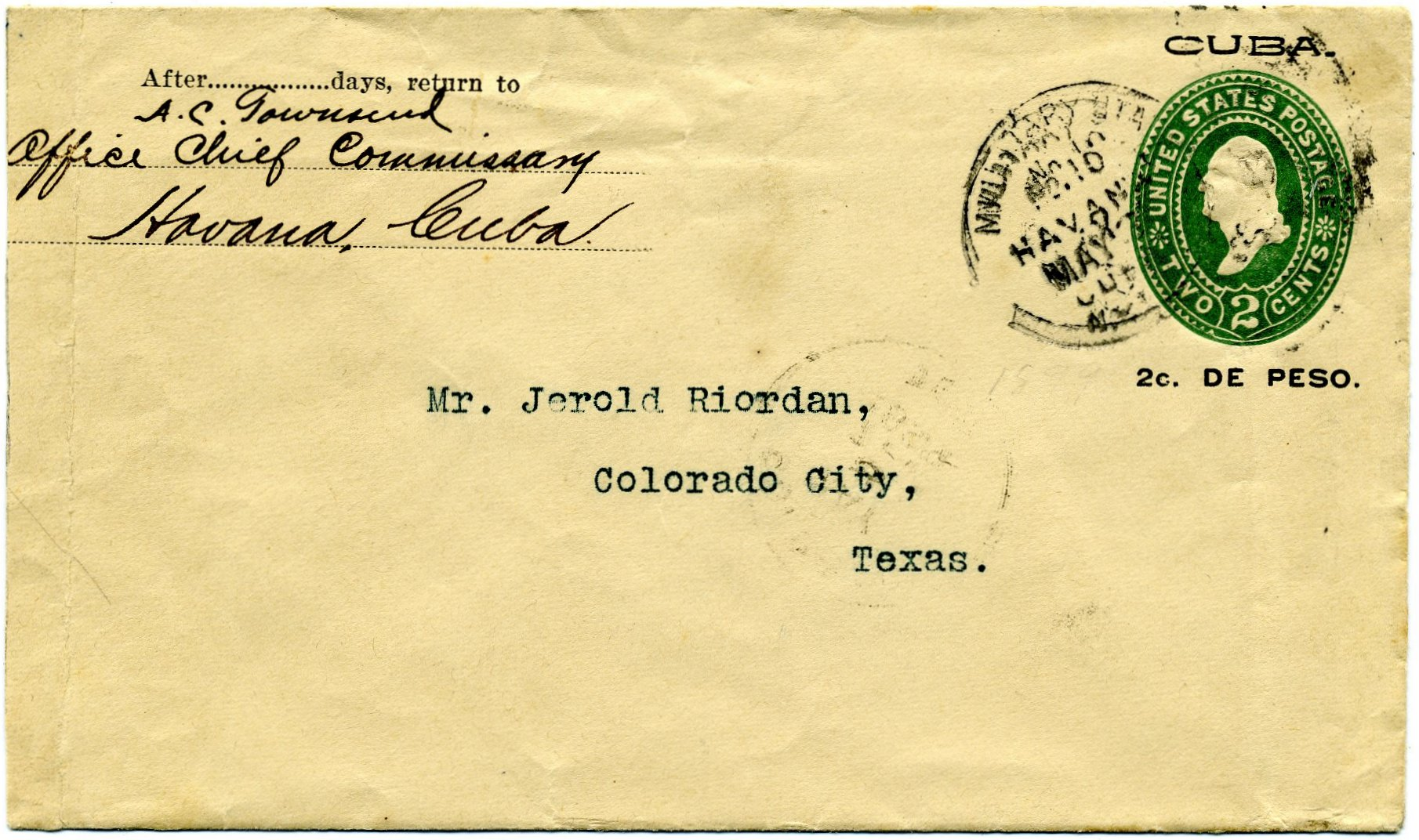
ظرف بريدي من عام 1899 من كوبا المحتلة من قبل الولايات المتحدة مع بطاقة زاوية

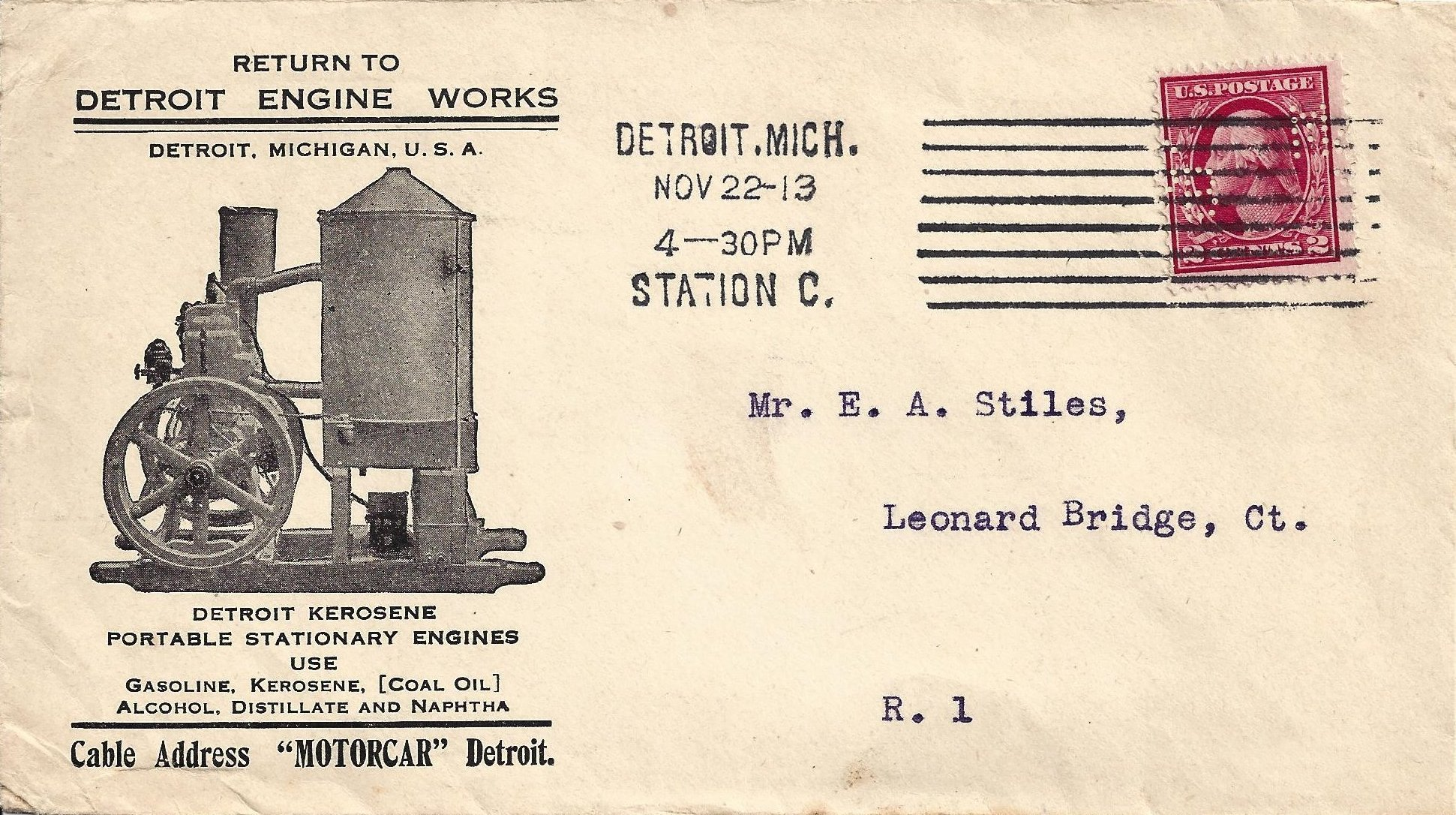
مظروف من شركة ديترويت لصناعة المحركات لا يظهر فيهِ الاسم والعنوان القياسيين في البطاقة الزاوية فحسب، بل يظهر أيضًا إعلانًا فاخرًا مع صورة لأحد منتجاتها

يوجد أربعة تصنيفات عامة لبطاقات الزوايا:
- بطاقات الزوايا للطلب الجزئي هي مجرد مخطط تفصيلي، يسمح للمرسل بملء عدد الأيام التي يبقى فيها الظرف غير المُسلّم قبل إعادته، بالإضافة إلى اسم المرسل وعنوانه بالكامل، مثل: "بعد ( - ) يوم، يُرجى الإرجاع إلى ..."؛[3]

- بطاقات الزوايا للطلب العام تحمل اسم الولاية أو الحيازة مطبوعًا، مثل: "جزر الفلبين"؛[3]

- بطاقات الزوايا لطلب مكتب البريد تحمل اسم مكتب البريد مطبوعًا، مثل: "كريستوبال، منطقة القناة"؛[3]

- بطاقات الزوايا للطلب الخاص تحمل اسم المرسل وعنوانهُ بالكامل. لقد كانت هذه البطاقات تُستخدم من قِبل الشركات التجارية الكبرى ذات حجم مراسلات كبير. وعادةً ما تُطلب من المطابع بطلب خاص وبمضاعفات الرقم 500.[2]

## روابط خارجية
- طوابع البريد